# Vanärad (film)
Vanärad är en amerikansk kriminalfilm/film noir från 1947 i regi av Robert Stevenson. Filmen bygger på pjäsen Dishonored Lady av Edward Sheldon och Margaret Ayer Barnes. Hedy Lamarr gör filmens huvudroll, Madeleine Damien, en modetidningsredaktör som utsätts för utpressning för sitt förflutna och genomlider ett nervsammanbrott. Filmen blev kraftigt försenad på grund av att delar av manuset bröt mot produktionskoden. Flera aspekter av huvudkaraktären Madeleine Damiens liv och bakgrund ändrades eller togs bort ur manus.

## Rollista
| Hedy Lamarr        | – Madeleine Damien                  |
| Dennis O'Keefe     | – Dr. David Cousins                 |
| John Loder         | – Felix Courtland                   |
| William Lundigan   | – Jack Garet                        |
| Morris Carnovsky   | – Dr. Richard Caleb                 |
| Natalie Schafer    | – Ethel Royce                       |
| Paul Cavanagh      | – Victor Kranish                    |
| Douglass Dumbrille | – O'Brien, åklagare                 |
| Margaret Hamilton  | – Mrs. Geiger                       |
| James Flavin       | – Patella, polisman (ej krediterad) |
| Ian Wolfe          | – Dr. Lutz (ej krediterad)          |